# Сверчихинский
 Сверчихинский  — кордон в Кирово-Чепецком районе Кировской области в составе Бурмакинского сельского поселения.

## География
Расположен на расстоянии менее 3 км на запад по прямой от центра поселения села Бурмакино на правом берегу реки Быстрица.

## История
Известен с 1978 года, в 1989 8 жителей.

## Население
Постоянное население составляло 0 человек в 2002 году, 4 в 2010.